# Grantham
Grantham – miasto w Anglii, w hrabstwie Lincolnshire, w dystrykcie South Kesteven, położone nad rzeką Witham. Odległe 36 km na południe od Lincoln, 39 km na wschód od Nottingham i 161 km na północ od Londynu. W 2001 roku liczyło 34 592 mieszkańców.
Już w średniowieczu miejscowość wspomniana w Domesday Book (1086) jako Greteford/Griteford(e).
Od końca XIII do połowy XVII wieku w Grantham znajdował się jeden z dwunastu tzw. krzyży Eleonory, upamiętniających miejsca postoju orszaku pogrzebowego z ciałem królowej Anglii Eleonory kastylijskiej.
13 maja 1643 w starciu pod Grantham jazda wojsk parlamentu pod wodzą Cromwella odniosła pierwsze zwycięstwo nad kawalerią rojalistów w angielskiej wojnie domowej.
Do miejskiej Grantham Grammar School uczęszczał we wczesnych latach swego życia Isaac Newton.
W Grantham urodziła się długoletnia premier Wielkiej Brytanii Margaret Thatcher.